# 芒廷維尤 (密蘇里州)
芒廷維尤（英語：Mountain View）是位於美國密蘇里州豪厄爾縣的城市。

## 人口
根據2020年美國人口普查的數據，芒廷維尤的面積為9.71平方千米，皆為陸地。當地共有人口2533人，而人口密度為每平方千米261人。